# SH-60 Seahawk
De SH-60 Seahawk, MH-60 Seahawk of Sea Hawk is een
Amerikaanse multirol militaire helikopter gebaseerd
op de UH-60 Black Hawk.

## Varianten

### SH-60B Seahawk
De SH-60B (B van Bravo) is de LAMPS Mk III-helikopter die ingezet wordt op marineschepen. Deze versie was de opvolger van de SH-2 Seasprite (LAMPS Mk I). Een SH-60 Bravo is bedoeld voor oorlogsvoering op zee. Hiertoe zijn de toestellen uitgerust met sensoren, raket- en torpedosystemen en machinegeweren.

### SH-60F Oceanhawk
De SH-60F (F van Foxtrot) is een variant van de SH-60B voor stationering op vliegdekschepen. Het verving in die hoedanigheid de SH-3 Sea King. SH-60F's worden ingezet tegen onderzeeërs (ASW) en voor reddingsoperaties (SAR). Ook deze variant is uitgerust met machinegeweren
en torpedo's.

### HH-60H Rescue Hawk
De HH-60H (H van Hotel) is de variant voor gevechtsreddingsacties (CSAR), speciale zeeoorlogsvoering (NSW) en landoorlogsvoering (ASUW). De Hotel-versie is uitgerust met onder meer raketdetectoren, afleidingstoortsen, uitlaathitteonderdrukking, machinegeweren en AGM-114 Hellfire-raketten. HH-60H's zijn bij de Amerikaanse marine verdeeld in helikoptersquadrons die typisch uit vier Foxtrots en drie Hotels bestaan.

### MH-60S Knighthawk
De MH-60S (S van Sierra) is de transporthelikopter die ingezet wordt op amfibische transportschepen en ondersteuningsschepen.
De Knighthawk is de opvolger van de CH-46 Sea Knight. De Sierra was de eerste helikopter van de U.S. Navy met EFIS-cockpit. Het toestel is verder uitgerust met machinegeweren en raketsystemen.

### MH-60R Seahawk
De MH-60R (R van Romeo) is de nieuwste variant uit de Seahawk-reeks. In 2008 zal een eerste squadron van de Amerikaanse marine ermee uitgerust worden. De Romeo is een veelzijdige mulitmissiehelikopter die de Bravo en
de Foxtrot moet gaan vervangen. Hij zal de EFIS-cockpit van de Sierra krijgen, datalink, sonar, torpedo's en Hellfire-raketten.

## Gebruikers
- Australië
- Griekenland
- Japan
- Spanje
- Taiwan
- Thailand
- Verenigde Staten
- Israël
- Qatar
- Denemarken
- Singapore
- Saudi Arabië